# Unruhige Töchter
Unruhige Töchter ist ein 1967 entstandener Erotik- und Sexploitationfilm. Der Film entstand nach  einem Illustriertenroman von Ilse Collignon.

## Handlung
Susanne, genannt „Sue“, ist eine kurz vor dem Abitur stehende Schülerin, die ebenso kess wie sexuell herausfordernd auftritt. Mit ihrem flotten Coupé und knapper Bekleidung fährt die durch ihre Eltern finanziell gut ausgestattete 18-Jährige jeden Morgen vor der Schule vor, tänzelt in das Klassenzimmer und trägt auf ihrem Oberteil einen Button mit dem provozierenden Schriftzug „J‘aimes des hommes“. Ihre hilflose Lehrerin ist schockiert angesichts dieser allzu offensiven „Aufforderung zum Tanz“ und fordert Sue auf, den Button sofort zu entfernen. Jetzt erst recht, denkt das Mädchen, und provoziert die Lehrkraft weiter, in dem sie eine lolitahafte Unschuldsmiene aufsetzt und behauptet, dass diese Aussage doch für ein junges Mädchen ihrer Generation ganz normal sei. Die meisten Mitschüler Sues bewundern Sue für ihre Kühnheit, andere Klassenkameraden sind irritiert. Im Gegensatz zur hilflosen Kollegin lässt sich Sues Lateinlehrer nicht herausfordern, bleibt cool und lässt sich auf Themen, die die jungen Leute wirklich interessieren, etwa den Sinn und Zweck der Anti-Baby-Pille zu erklären, ein. Der Schulleiter hält den Kollegen aufgrund dieser Einstellung für zu weich und zu liberal und sieht die Moral seiner Schüler für gefährdet. Sue hingegen hat ihre eigene Methode, die Dinge in ihrem Sinne zu beeinflussen. Sie bietet ihrem Lateinpauker an, ihn mit ihrem Flitzer nach dem Unterricht nach Hause zu fahren. Er geht darauf ein, ohne zu ahnen, worauf er sich einlassen wird.
Für Sue ist ihr Pauker nur Mittel zum Zweck und im Übrigen ein ganz normaler Mann, den zu verführen sich lohnen würde, und so setzt Sue alles daran, den Widerstand des verheirateten Mannes mit ihren sinnlichen Reizen zu brechen. Sie will, dass er ihr neuer Teilzeit-Lover ist, und der Lateinlehrer lässt sich von dem Umfeld der wohlhabenden Großbürgerstochter nur allzu gern blenden. Während daheim die Gattin wartet, lässt Sue ihn ans Steuer ihres Motorboots und streift mit ihm durchs nächtliche Bern, ehe sie in einem angesagten Tanzschuppen zu Beat-Rhythmen mit ihm eine heiße Sohle aufs Parkett legt. Bald ist Sues Lehrer ihr hörig und hat genug von seiner langweiligen Kleinbürgerexistenz. Er verliebt sich in seine Schülerin und plant eine gemeinsame Zukunft. Doch Sue ist ein kaltes Miststück; ihr Pauker diente nur dazu, um ihre Sehnsucht nach Spielchen zu befriedigen. Nach einer Weile zeigt sie dem Lehrer nur noch die kalte Schulter, er hat als Eroberung ausgedient und interessiert nicht mehr. Ins Bett geht sie stattdessen mit einem jungen Fotografen, der von ihr Nacktaufnahmen angefertigt hat. Über ihn erhofft sich Sue Zugang zu einem Regisseur und damit ins Filmgeschäft. Dieser Regisseur, ein Mann fortgeschrittenen Alters, besitzt großes Interesse für sehr junge Frauen, und so lässt Sue ein weiteres Mal ihre Reize spielen. Doch auch er soll auf ihren Karriereweg nach ganz oben nicht mehr als eine Zwischenstation sein. Ihr eigentliche Ziel heißt: Hollywood.

## Produktionsnotizen
Die 1966 von Erwin C. Dietrich gegründete Aktiengesellschaft für Filmfinanzierung Baden (Afiba) wurde hier neben der Urania erstmals als produzierende Firma genannt. Außerdem war es der erste Film, an dem beide Baumgartners mit einem Hauptcredit beteiligt waren. Unruhige Töchter wurde am 18. Januar 1968 uraufgeführt.

## Kritiken
In Filme 1965–70 ist Folgendes zu lesen: „Zynische Kolportage, die als Zustandsbild moderner Jugend verstanden werden soll. Aus weiten Strecken unwahrhaftig. – Wir raten ab.“
Im Lexikon des Internationalen Films heißt es: „Mit kühler bildkünstlerischer Ambition und dem üblichen Anklage-Ton ("leitbildlose moderne Jugend") inszenierte Kolportage nach einem Illustriertenroman, die unverfroren Erfolg und Genuß als einzig erstrebenswert hinstellt.“
Der Evangelische Film-Beobachter gelangt zu einer ähnlichen Einschätzung: „95 Minuten Primaner-Pubertät in gefälligen Farben und nach Illustrierten-Manier zubereitet. Der Zwiespalt zwischen der papierenen Moral des Dialogs und der recht freigebig dargebotenen Unmoral der Hauptpersonen richtet den Film stärker als die streckenweise primitive Darstellung. Überflüssig.“